# Robert Thunfors
Nils Robert Thunfors Lundberg, född 13 augusti 1987 i Tynderö församling i Västernorrlands län, är en svensk politiker, debattör och fackföreningsman. Han är regionråd i Region Västernorrland sedan 1 januari 2023.
Han är partiordförande för Timråpartiet sedan 2014, ett lokalt politiskt parti i Timrå kommun som är det fjärde största efter valet 2018 och valet 2022. Han är en av fyra ledamöter för Timråpartiet i kommunfullmäktige och ledamot i regionfullmäktige samt var gruppledare för Sjukvårdspartiet Västernorrland, fram till sista december 2022. Från 1 januari är han regionråd och 2:e vice ordförande i styrelsen för Region Västernorrland I valet 2014, 2018 och 2022 blev Thunfors personkryssad in till kommunfullmäktige i Timrå kommun.

## Biografi

### Utbildning

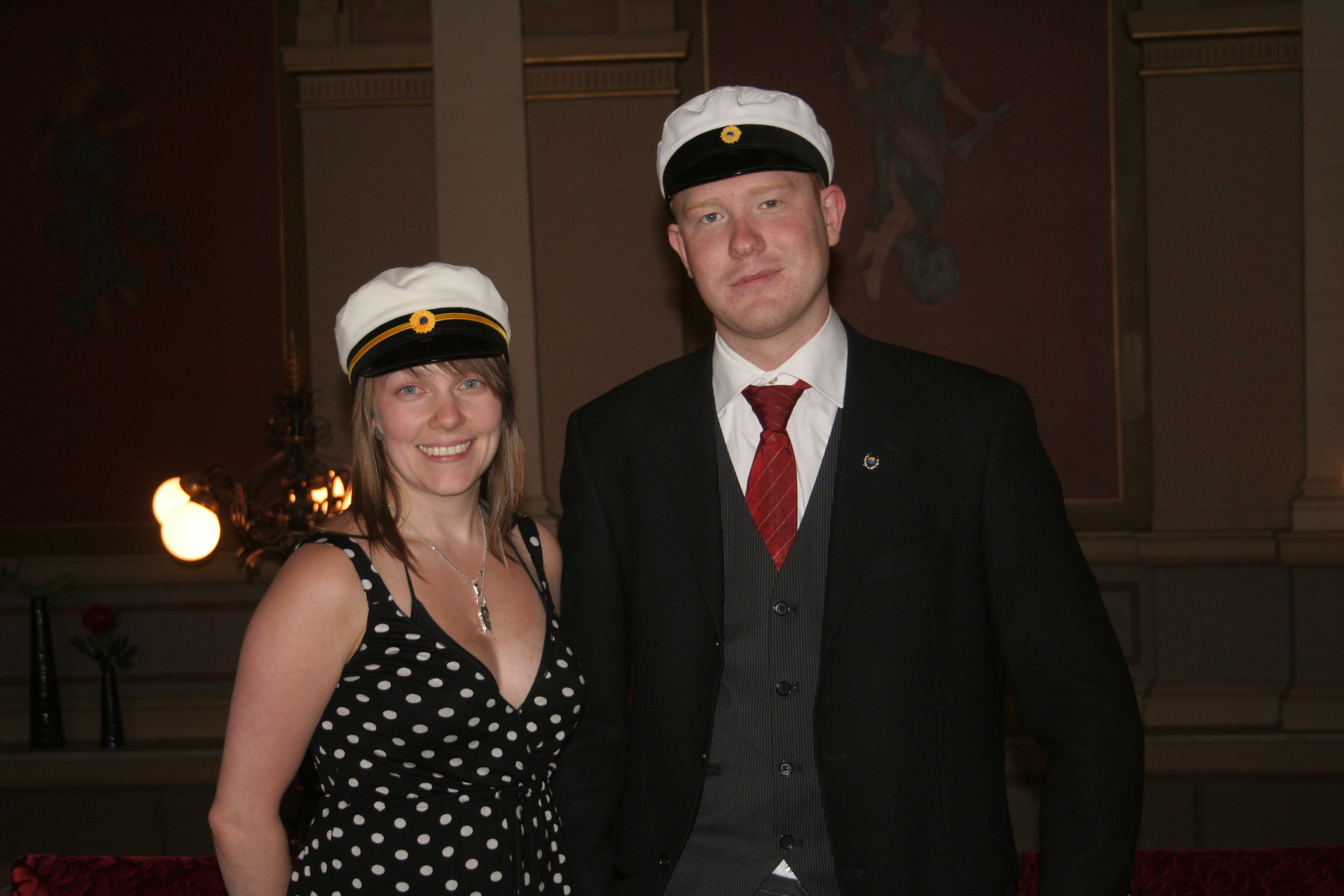
Studentkårens vice ordförande Jennie Helgsten Rosenholm och ordförande Robert Rosenholm i juni 2009

Robert Thunfors har en filosofie kandidatexamen i statsvetenskap och en högskoleexamen i medie- och kommunikationsvetenskap från Mittuniversitetet. Han har också oavslutade masterstudier i systemvetenskap vid Stockholms universitet.
Robert Thunfors var ordförande för Studentkåren i Sundsvall vid Mittuniversitetet år 2008–2009 och var också ledamot i Mittuniversitets styrelse samt verkställande ledamot i Studenternas Stipendiestiftelse.

### Politik
Robert Thunfors var engagerad i SSU och Socialdemokraterna 2004–2014 och satt bland annat i SSU:s distriktsstyrelse i Västernorrland som socialpolitisk och utbildningspolitisk talesperson. Han hade även kommunalpolitiska uppdrag för Socialdemokraterna i Timrå.
Han bildade Nätverk Timrå under våren 2014 tillsammans med flera andra tidigare Socialdemokrater och kom in i Timrå kommunfullmäktige med 7,2 % av rösterna. År 2016 bytte partiet namn till Timråpartiet. Under 2015 och 2016 var det en stor politisk strid om Timrå kommuns köp av Eon Arena av Timrå IK där Timråpartiet och övriga oppositionen (förutom Centerpartiet) var emot. Det slutade med att Thunfors blev utsatt för trakasserier, dödshot och fick polisskydd, något som fick stor uppmärksamhet i lokala medier. En person blev dömd i Sundsvalls tingsrätt för olaga hot i samband med detta.  I en opinionsundersökning som gjordes av företaget Sentio december 2017 svarade 66 % nej till att rädda hockeyklubben med skattepengar.
I valet 2018 fick Timråpartiet knappt 9 %. Efter valet 2018 var Thunfors föreslagen som oppositionsråd och 2:e vice ordförande i kommunstyrelsen i Timrå kommun, men förlorade omröstningen efter att de styrande partierna Socialdemokraterna och Vänsterpartiet röstade på det mindre oppositionsblocket och Moderaternas kandidat. Detta fick kritik bland annat av statsvetaren Niklas Bolin vid Mittuniversitetet som ansåg att det var ett slutande plan för demokratin.
Robert Thunfors valde kandidera till regionfullmäktige i Region Västernorrland för Sjukvårdspartiet Västernorrland i valet 2018. I bland annat SVT beskrevs detta som unikt i Västernorrland att vara kandidat för två olika partier i två olika parlament. Han blev invald i regionfullmäktige efter valet.
I mars 2020 utsågs Robert Thunfors till ny gruppledare, en deltidsarvorderad roll, för Sjukvårdspartiet Västernorrland. Från 1 januari 2023 är han regionråd och 2:e vice ordförande i regionstyrelsen.
Efter interna konflikter i Sjukvårdspartiet Västernorrland hösten 2024 beslutade partiets styrelse att utesluta honom ur partiet, vilket innebär att han från och med februari 2025 inte företräder något parti i regionen.